# 圣玛丽亚 (加利福尼亚州)
圣玛丽亚（英語：Santa Maria），是美国加利福尼亚州圣巴巴拉县下属的一座城市。建市于1905年9月12日，面积大约为22.76平方英里（58.9平方公里）。根据2010年美国人口普查，该市有人口99,553人。